# San Jerónimo Ocotitlán
San Jerónimo Ocotitlán är en ort i Mexiko.   Den ligger i kommunen Acajete och delstaten Puebla, i den sydöstra delen av landet, 130 km öster om huvudstaden Mexico City. San Jerónimo Ocotitlán ligger 2 282 meter över havet och antalet invånare är 4 749.
Terrängen runt San Jerónimo Ocotitlán är kuperad norrut, men söderut är den platt. Runt San Jerónimo Ocotitlán är det ganska glesbefolkat, med 40 invånare per kvadratkilometer. Närmaste större samhälle är Amozoc de Mota, 8,7 km väster om San Jerónimo Ocotitlán. Trakten runt San Jerónimo Ocotitlán består i huvudsak av gräsmarker.